# Green Party of South Africa
Die Green Party of South Africa (GPGP; deutsch etwa: „Grüne Partei Südafrikas“) ist eine grüne südafrikanische Partei, die 1999 gegründet wurde. Sie ist Mitglied der Federation of Green Parties of Africa. Ihr Sitz befindet sich in Noordhoek, einem Vorort der Metropolgemeinde City of Cape Town.

## Geschichte

### Vorgeschichte
1983 wurde mit der Kapstädter Gruppierung Koeberg Alert die erste südafrikanische Umweltorganisation gegründet, die nicht nur für Tier- und Pflanzenschutz eintrat. 1989 entstand die Ecology Party, die sich jedoch bald wieder auflöste. Die Green Party (GRP) wurde 1992 gegründet und erhielt bei den Provinzwahlen 1994 keinen Sitz. Sie löste sich ebenfalls auf. 1995 entstand in Durban die eThekwini Ecopeace Party, die 2000 im Council („Rat“) der Metropolgemeinde eThekwini mit 0,42 % der Stimmen einen Sitz gewann, den sie fünf Jahre später wieder verlor.

### Gründung und Parteiarbeit
1999 gründete die Kapstädterin Judith „Judy“ Sole die Government by the People Green Party (GPGP), die bei den landesweiten Wahlen 1999 0,06 % der Stimmen erhielt und seit 2000 als Green Party of South Africa unter der bisherigen Abkürzung firmiert. 2000 erreichte sie bei der Wahl zum Council der City of Cape Town 0,28 % der Stimmen, bei den Wahlen der Provinz Westkap 2004 mit 3317 Stimmen 0,21 % der Stimmen und damit keinen Sitz.
2010 trat die GPGP der Federation of Green Parties of Africa bei. 2013 engagierte sich die Partei gegen nach ihrer Meinung überhohe Fangquoten für die Langustenart West Coast rock lobster (Jasus lalandii). Zu den Parlamentswahlen 2014 und den Kommunalwahlen 2016 trat die Partei nicht an. 2019 nahm die Partei jedoch an der Wahl zum Provincial Parliament von Westkap teil. Sie erreichte 0,13 % der Stimmen und erneut keinen Sitz.
Vorsitzende ist die Parteigründerin Judith Sole.